# Société nationale des chemins de fer français
SNCF (také Skupina SNCF či Groupe SNCF, dříve Société nationale des chemins de fer français) je francouzská státem vlastněná logistická společnost.  
Po reorganizaci v roce 2020 společnost přímo vlastní pět dceřiných společností: 
- SNCF Réseau - majitel a správce železniční infastruktury ve Francii
- SNCF Voyageurs - osobní železniční dopravce ve Francii
- Geodis - nadnárodní logistická společnost,
- Keolis - nadnárodní společnost provozující železniční i silniční veřejnou dopravu
- Rail Logistics Europe - nadnárodní nákladní železniční dopravce

V roce 2023 skupina zaměstnávala přes 283 tis. zaměstnanců, z toho 212 tis. ve Francii. Vlastnila 28 tis. km železničních tratí, z toho 2 800 km vysokorychlostních. Denně vypravila 15 tis. vlaků (z toho 7 tis. v Paříži a okolí) a přepravila 15 mil. cestujících. Za rok 2023 utržila 42 mld. eur, z toho 60 % ve Francii.

## Význam
SNCF provozuje téměř všechny železniční tratě na území Francie, včetně vysokorychlostních vlaků TGV a pařížské příměstské železnice RER (spolu s RATP). Zajišťuje také provoz traťové infrastruktury.

## Vznik a vývoj
SNCF vznikla sloučením několika menších společností, operujících v jednotlivých částech země, v roce 1938. Novou společnost vlastnil již stát a investoval do ní nemalé sumy. V 70. letech 20. století pak byl zahájen projekt na výstavbu vysokorychlostní trati (LGV) z metropole na jih, do Lyonu a tak se zrodila první LGV roku 1981. Na konci 80. let a v 90. letech přibyly další LGV, technologie TGV se rozšířila i do dalších zemí.